# Keude Kuta Binjai
Keude Kuta Binjai is een bestuurslaag in het regentschap Aceh Timur van de provincie Atjeh, Indonesië. Keude Kuta Binjai telt 175 inwoners (volkstelling 2010).